# Привольный (Кореновский район)
Привольный — посёлок в Кореновском районе Краснодарского края.
Входит в состав Новоберезанского сельского поселения.

## География
Посёлок расположен в 6 км к северо-западу от административного центра поселения — посёлка Новоберезанского.

## Население
| 2002 | 2010 |
| ---- | ---- |
| 431  | ↘370 |

- ул. Восточная,
- ул. Партизанская,
- ул. Северная,
- ул. Степная.